# 安东尼奥·莱亚尔·拉夫林
安东尼奥·莱亚尔·拉夫林（1950年1月10日—2021年11月17日），智利社会学家、政治人物，前众议院议长。

## 生平
早年毕业于康塞普西翁大学社会学专业。曾加入智利共产主义青年，并担任学生会会长。1973年智利政變后，他与很多左翼人士被捕，在康塞普西翁监狱关押了两年多。获释后流放到至意大利。随后在罗马大学深造，获国际政治关系硕士和博士学位。1990年军政府统治结束后回国。1991年参与成立左翼民主党，担任总书记。1994年该党解散后，于1996年加入爭取民主黨。1998年当选众议院议员。2006年当选议长，任期一年。2007年1月访华，与时任全国人大常委会委员长吴邦国会谈。